# Gymnázium Na Pražačce
Gymnázium Na Pražačce, zkráceně GNP, je šestileté (původně čtyřleté) gymnázium na Žižkově, Praha 3, které nabízí studium v jednom ze tří zaměření – všeobecné (třídy označené písmenem A), výtvarné (označené písmenem C) a německé (označené písmenem D). Jako nynější ředitel gymnázia působí Mgr. Martin Kašpar.
Na gymnáziu působí přes 50 středoškolských profesorů, z nichž někteří jsou němečtí vyučující vyslaní z SRN. V 18 třídách studuje celkem přes 550 studentů.
5. až 8. května 1945 došlo v budově gymnázia a jejím okolí k tzv. vraždám na Pražačce.

## Tradice
Nejznámější tradicí tohoto gymnázia je tzv. Hockey Show, probíhající každý školní rok v dubnu. Jedná se o dva hokejové zápasy, ve kterých hraje tým profesorů proti maturantům a tým profesorek proti maturantkám. Kromě této tradice se každý rok na gymnáziu také odehrává Halloween, jehož program organizují studenti kvint. Před vánočními prázdninami se také většinou pořádá Vánoční akademie.

## Spolupráce s Německem
Gymnázium úzce spolupracuje s německými institucemi (DAAD, ZfA, Goethe-Institut). Jedná se také o jednu z mála českých státních škol, na kterých je studentům umožněno skládat mezinárodně uznávanou zkoušku DSD1 a DSD2. Na gymnáziu také působí němečtí pedagogové. Součástí studia tříd se zaměřením na německý jazyk jsou i výměny s partnerskými školami v německých městech Schwäbisch Gmünd, Bornheim, Straubing a Bremerhaven.

## Absolventi
Mezi absolventy gymnázia patří například:
- Jiří Holeček – hokejový brankář
- Zdeněk Merta – hudebník
- Jan Pirk – profesor, kardiochirurg
- Michal Prokop – hudebník
- Vladimír Dlouhý – ekonom
- Daniel Pošta – designér
- Jaromír Pelc – básník, divadelní historik, editor
- Emil Hakl – spisovatel
- Jan Borna – divadelní režisér, básník
- Karel Cudlín – fotograf
- Miroslav Tvrdek – plastický chirurg
- Ivan David – psychiatr a europoslanec
- Jan Mlynář – fyzik
- Tomáš Jelínek – ředitel Česko-německého fondu budoucnosti
- Michal Mejstřík – ekonom a vysokoškolský pedagog
- Ondřej Soukup – hudebník
- Barbora Šlapetová – malířka a fotografka
- Jiří Schams – válečný veterán
- Kryštof Trubáček – akademický malíř a sklář
- Ondřej Klípa – spolupracovník Post Bellum
- Eliška Podzimková - ilustrátorka a fotografka
- Petr Siegel – lékař a basketbalista
- Jan Kaláb – výtvarník
- Matyáš Chochola - výtvarník